# Dudu, Ilfov
Dudu este un sat în comuna Chiajna din județul Ilfov, Muntenia, România. Se află în partea de vest a județului. La recensământul din 2002 avea o populație de 773 locuitori. Biserica ortodoxă din sat cu hramul „Sf. Gheorghe” a fost construită în secolul al XIX-lea și are statut de monument istoric (cod: IF-II-m-B-15284).